# Echinocereus viridiflorus
Echinocereus viridiflorus  es una especie de planta fanerógama de la familia Cactaceae. Es endémica de Chihuahua, Coahuila de Zaragoza en México y Colorado, Kansas, Nebraska, Nuevo México, Oklahoma, Dakota, Texas y Wyoming  en Estados Unidos. Es una especie común que se ha extendido por todo el mundo.

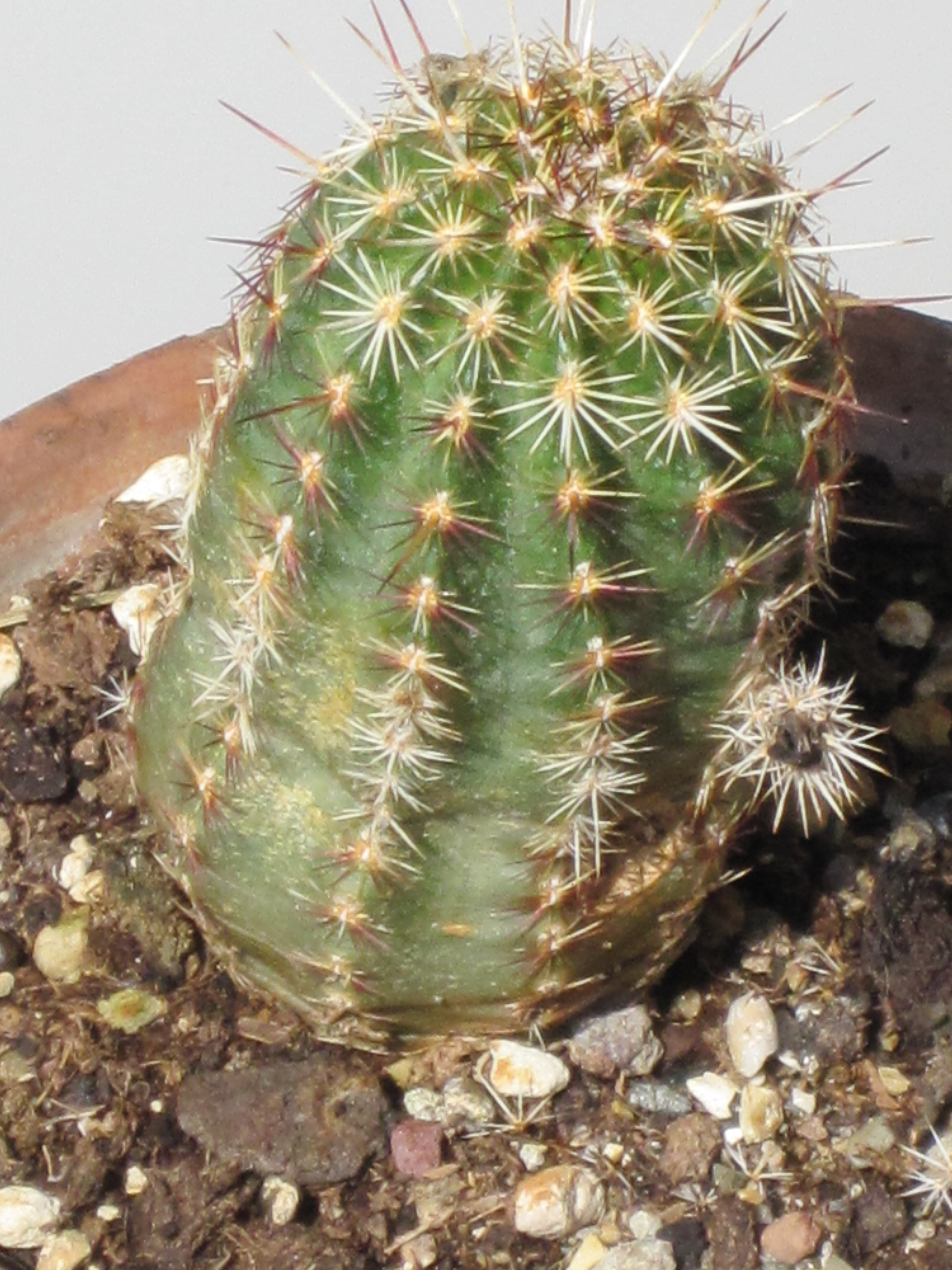
Echinocereus virdiflorus

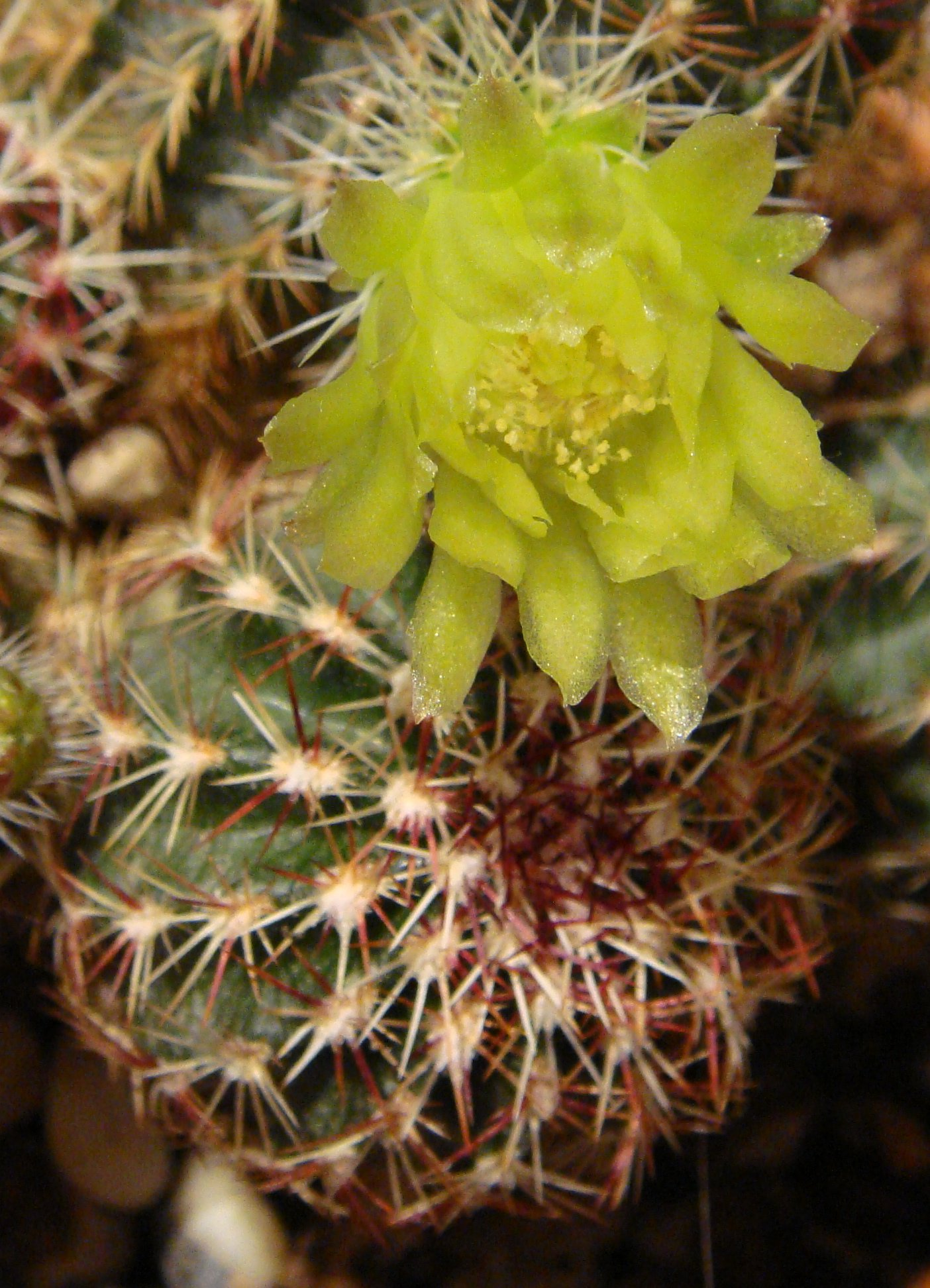
Planta con flor

## Descripción
Echinocereus viridiflorus crece individualmente con tallos verticales, globosos a ovoides, a veces alargadoa o cilíndricoa, de 1.2 a 12.5 cm de alto y n un diámetro de 1 a 5 centímetros. Tiene 6 a 18  costillas que son claramente tubérculos. Las areolas con cuatro espinas centrales de color rojo, de color crema o marrón de hasta 2.5 cm de largo. Las 8 a 24 espinas radiales también son de color rojo, crema o marrón y hasta 1.8 cm de largo. Las flores aparecen a lo largo del tallo. Por lo general son muy abiertas, en forma de embudo y de color verde a amarillo-verde de 2,5 a 3,0 cm de largo y de gran diámetro. Los frutos son globosos con espinas, verdes y fuertes.

## Taxonomía
Echinocereus viridiflorus fue descrita por George Engelmann y publicado en Memoir of a Tour to Northern Mexico: connected with Col. Doniphan's Expedition in 1846 and 1847 91. 1848.
Etimología
Echinocereus: nombre genérico que deriva del griego antiguo: ἐχῖνος (equinos), que significa "erizo", y del latín cereus que significa "vela, cirio", donde se refiere a sus tallos columnares erizados.
viridiflorus: epíteto latíno que significa "con flores verdes"
Variedades aceptadas
- Echinocereus viridiflorus var. correllii L.D.Benson
- Echinocereus viridiflorus var. davisii (Houghton) W.T.Marshall[4]

Sinonimia
- Cereus chloranthus
- Echinocereus chloranthus
- Cereus viridiflourus
- Echinocereus standleyi
- Echinocereus davisii
- Echinocereus carmenensis